# Leonid Ivanovič Dobyčin
Leonid Ivanovič Dobyčin (in russo Леонид Иванович Добычин?; Dvinsk, 18 giugno 1894 – Leningrado, 1936) è stato uno scrittore lettone naturalizzato russo.
Figlio di un medico e di una levatrice si diplomò al Politecnico di San Pietroburgo. Trasferitosi a Brjansk all'inizio degli anni venti iniziò a comporre le sue opere. Qui scrisse una serie di racconti che nel 1927 vennero pubblicati con il titolo Incontri con Liz. Nel fu 1931 diede alle stampe Il ritratto. Nel 1934 si trasferì a Leningrado dove ricevette dall'Unione degli scrittori, organo controllato dal governo sovietico, una stanza ammobiliata.
Nel 1935 fu pubblicata la sua opera più conosciuta, La città di Enne che a causa delle tematiche e dello stile fu duramente attaccata dall'Unione, accusata di "decadentismo" e "formalismo". Alle contestazioni cui era stato oggetto Dobyčin replicò durante una riunione di quest'ultima organizzazione, il 25 marzo 1936 con la lapidaria frase Purtroppo non posso dirmi d'accordo con quanto detto qui. Il 26 marzo fu l'ultima volta che fu visto vivo. Il suo corpo fu trovato pochi giorni dopo nella Neva, avvalorando l'ipotesi di un suicidio.

## Opere tradotte in italiano
- La città di Enne, traduzione e postfazione di Pia Pera, Feltrinelli, Milano 1995
- Il clan di Šurka, a cura di Giovanna Spendel, A. Mondadori, Milano 1996